# 소타벤투 제도

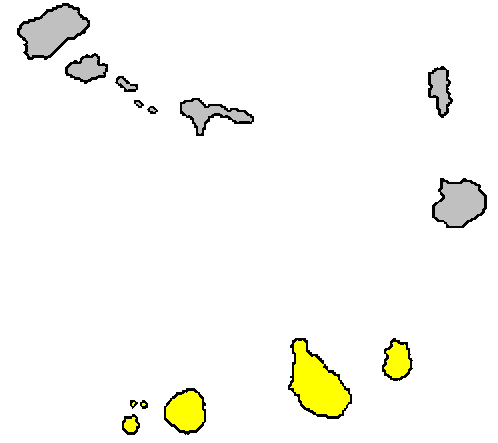
소타벤투 제도

소타벤투 제도(포르투갈어: Sotavento)는 카보베르데 제도 남쪽에 위치한 군도이다. 소타벤투는 "바람이 부는 방향"을 뜻한다.
이들 섬은 4개 섬으로 나뉘는데 브라바섬(Brava), 포구섬(Fogo), 산티아구섬(Santiago)은 바위가 많고 화산 활동이 활발하며 농업이 발달했다. 카보베르데에서 인구가 밀집되어 있고 주민들이 이 곳에 처음 거주한 이래부터 오랜 역사를 자랑한다. 동쪽에 있는 마이우섬(Maio)은 평지가 많고 사막 기후를 띠고 있으며 소금 생산을 중심으로 한 경제가 발달했다.
이 지역의 소금 생산량은 바를라벤투 제도에 있는 살섬과 보아비스타섬의 소금 생산량보다 많은 편이다. 그 밖에 그란드섬(Grande), 시마섬(Cima), 세쿠스섬(Secos), 산타마리아섬(Santa Maria)과 같은 작은 섬들이 있다.

## 같이 보기
- 바를라벤투 제도